# Trematopygodes rarus
Trematopygodes rarus är en stekelart som beskrevs av Horstmann 1990. Trematopygodes rarus ingår i släktet Trematopygodes och familjen brokparasitsteklar. Inga underarter finns listade i Catalogue of Life.